# Osher Davida
Osher Davida, né le 18 février 2001 à Ashdod, est un footballeur israélien qui évolue au poste d'ailier droit au Maccabi Tel-Aviv.

## Biographie

### Carrière en club

#### Maccabi puis Hapoel Tel-Aviv
Né à Ashdod, où il a grandi, c'est dans le club de la ville qu'Osher Davida a commencé à jouer au football, il est ensuite passé par les centres de formation du Maccabi Tel-Aviv — où il passe deux ans — puis celui voisin de l'Hapoël à partir de 2015,.

#### Standard de Liège
En août 2022, il est transféré au Standard de Liège pour 1,6 M € mais il est rarement titulaire et il ne parvient pas à s'imposer.

#### Maccabi Tel-Aviv
Le 30 août 2023, il retourne en Israël au Maccabi Tel-Aviv où il signe un contrat pour 4 saisons.

## Style de jeu
Attaquant polyvalent, Osher Davida est décrit comme un joueur rapide et fin dribleur, bon finisseur, mais aussi capable de se montrer décisif par la passe, dans le dernier tiers.
Joueur gaucher, Davida est principalement utilisé comme ailier inversé sur le côté droit de l'attaque lors de son essor à l'Hapoël Tel-Aviv — position où il peut faire montre de sa qualité de frappe, notamment de l'extérieur de la surface —, mais est également capable de jouer à gauche ou comme avant-centre.

## Palmarès
| Hapoël Tel-Aviv - Coupe d'Israël - Finaliste en 2020-21 (en) |